# Buda (gmina Lespezi)
Buda – wieś w Rumunii, w okręgu Jassy, w gminie Lespezi. W 2011 roku liczyła 1001 mieszkańców.